# Thymus levitskyi
Thymus levitskyi — вид рослин родини глухокропивові (Lamiaceae), зростає на Амурі.

## Поширення
Зростає на Амурі.